# Melek Tourhan
Melek Hassan Tourhan (tiếng Ả Rập: ملك حسن طوران) (27 tháng 10 năm 1869 – 4 tháng 2 năm 1956), là vương hậu thứ hai của Quốc vương Ai Cập Hussein Kamel. Sau khi chồng bà lên ngôi năm 1914, bà Melek còn được biết đến với cái tên là Sultana Melek.

## Tiểu sử
Sinh vào ngày 27 tháng 10 năm 1869 tại Istanbul, Melek là người Circassia. Tuy nhiên, không giống như nhiều người Circassia dưới thời Đế quốc Ottoman, bà không phải là một nô lệ. Emine Foat Tugay, bạn của Melek, đã mô tả bà "như nàng Venus, bé nhỏ nhưng lại cân đối hoàn hảo, một cô gái tóc nâu xinh đẹp, có sức quyến rũ tuyệt vời".
Cha của Melek, Hasan Tourhan Pasha là Hạm trưởng của Hải quân Ottoman. Khi Melek vẫn còn là một đứa trẻ sơ sinh, ông đã đưa con gái mình cho bà Đệ tam Vương phi Jeshm Afet Hanimefendi, thứ phi của Phó vương Isma'il Pasha (cha của vua Hussein Kamel).
Năm 1887, bà kết hôn với Hussein Kamel và sinh được 3 người con gái: Kadria, Samiha và Badiha. Thế chiến thứ nhất nổ ra, Vương quốc Anh kiểm soát Ai Cập vào thời điểm đó, đã lật đổ Phó vương Abbas II của Ai Cập, cháu gọi Hussein Kamel là chú và đưa Hussein lên làm vua. Hussein Kamel được Anh phong làm "Quốc vương" nhằm xóa bỏ tư cách là một chư hầu Ai Cập đối với Quốc vương Ottoman. Vì thế, Melek được phong làm Sultana (tức Vương hậu).
Hussein Kamel đối xử với vợ mình bằng sự yêu thương và tận tụy. Sau khi Hussein băng hà, Melek không tái giá và cùng các người hầu đi thăm các nước châu Âu và Liban. Ngay cả khi Fuad I, em trai của Hussein Kamel lên ngôi, bà vẫn giữ danh hiệu Sultana, nhưng vị trí vẫn thấp hơn so với bà Nazli Sabri, vương hậu của Fuad I.
Melek ở tại một cung điện thuộc ngoại ô thủ đô Cairo. Bà mất vào ngày 4 tháng 2 năm 1956, và đã chứng kiến cuộc Cách mạng Ai Cập 1952 và việc bãi bỏ chế độ quân chủ.